# Rochester (Illinois)
Rochester es una villa ubicada en el condado de Sangamon en el estado estadounidense de Illinois. En el Censo de 2010 tenía una población de 3689 habitantes y una densidad poblacional de 584,94 personas por km².

## Geografía
Rochester se encuentra ubicada en las coordenadas 39°45′16″N 89°31′57″O / 39.75444, -89.53250. Según la Oficina del Censo de los Estados Unidos, Rochester tiene una superficie total de 6,31 km², de la cual 6,3 km² corresponden a tierra firme y (0,04%) 0 km² es agua.

## Demografía
Según el censo de 2010, había 3689 personas residiendo en Rochester. La densidad de población era de 584,94 hab./km². De los 3689 habitantes, Rochester estaba compuesto por el 96,94% blancos, el 0,54% eran afroamericanos, el 0,03% eran amerindios, el 0,43% eran asiáticos, el 0% eran isleños del Pacífico, el 0,46% eran de otras razas y el 1,6% pertenecían a dos o más razas. Del total de la población el 1,08% eran hispanos o latinos de cualquier raza.